# Dの嵐!
『Dの嵐!』（ドキュメントのあらし!）は、日本テレビ系で2003年7月2日 - 2005年9月28日、毎週水曜日深夜24時50分 - 25時20分に放送された嵐の冠バラエティ番組。
嵐が好奇心の赴くままに取材・おバカを決行する深夜番組である。「Cの嵐!」の次番組で、「Gの嵐!」「嵐の宿題くん」と続く嵐の深夜番組シリーズの第2作。

## 概要
前番組「Cの嵐!」のコーナー企画「D（ドキュメント）の嵐!」を番組として独立。嵐が「ドキュメントプレス嵐」の記者に扮し、取材を行う。2004年秋に番組内容をリニューアルしてからは、「バカ好奇心」をテーマに対決方式となった。
その他に、個人のメインコーナーをはじめとするコーナー企画も放送され、なかでもおバカ実験企画「Aの嵐!」、嵐の5人がパジャマで遊ぶだけの「うだうだスペシャル」は、以降の番組に引き継がれている。
ナレーターは柴田秀勝と、「Cの嵐!」に続き小林清志。
台湾では「嵐のD級教室」というタイトルで放送（日本のテレビ番組専門チャンネル緯來日本台にて）。

### ドキュメントプレス嵐
2003年7月から2004年10月まで放送。
嵐が映像配信会社「ドキュメントプレス嵐」の記者に扮し、「見てみたいけど普段見られないもの」を取材する。
取材協力者には番組公式サイトでの投票結果から算出された賞金（1ポイントにつき100円）が贈られる。
「ドキュメントプレス嵐」の社長は東山紀之（少年隊）だが、出演はしていない。
（東山紀之は前番組「Cの嵐!」では「クレームエージェント嵐」の部長、次番組「Gの嵐!」では「嵐応援団」の団長も務めている。）
スタジオでは嵐が並んで2台のソファに座っている（右のソファに右から相葉・松本・二宮、左のソファに右から大野・櫻井）。
ソファーの前には小さなテーブルがあり、後方には東山紀之社長のネームプレートの載ったデスクやボードが置かれている。
比較的重いテーマの企画が多かったが、「自称・日本一巨漢」の目黒さんの企画は目黒さん自身が応募。「太っていることがコンプレックス」というネガティヴな悩みは一切なく、「太っているが故に多少人より生活が大変」という事であり、仕事もしており、生活水準は高い方だった。さらに目黒さんは明るく人見知りせず、「目立ちたい」や「芸能人になりたい」という願望もなく、若干変わり者な事から反響が大きく、一時期は月に一度嵐に会っていた。嵐も目黒さんのキャラクターから歳上ながらタメ口で友人のように接し「みんな大好き目黒兄やん」と呼ばれていた。しかし、目黒さんは北海道で仕事をしているため、東京に来れるのは休みの日だけであり、ビデオレターを送っていたが、夏以降仕事が多忙で半年間出演することが出来なかった。こっそり嵐が歌番組に出演中に見学した際には「あれ衣装なのかなぁ？」と若干ズレた事を考えていた。半年後再会した際に100kgのダイエットに成功。しばらく会う事はなかったが、「うだうだSP」にてドッキリで登場。再会に嵐は大喜びしていたが、目黒さんは相変わらずのテンションだった。

### DVD
「Cの嵐!」「Dの嵐!」「Gの嵐!」の内容を抜粋したDVD「C×D×G no ARASHI! Vol.1」「C×D×G no ARASHI! Vol.2」が2006年11月にバップより発売されている。「Dの嵐!」からは「ほっといたらどうなる?」、「できる!?できない!?」、「逆回転（逆再生）」、「自称日本一の巨漢」、「Aの嵐!」を収録。このDVDは大手オンラインストアAmazon.co.jpのDVD売り上げランキングで1位を記録した。

## 放送内容

### ドキュメントプレス嵐
2003年
| 回 | 放送日   | 取材担当者                                                                            | 取材内容                                                                              |
| -- | -------- | ------------------------------------------------------------------------------------- | ------------------------------------------------------------------------------------- |
| 1  | 7月2日   | 櫻井                                                                                  | スポーツ振興くじ toto GOALの賞金1000万円を換金する現場                                |
| 1  | 7月2日   | 大野                                                                                  | 富士山麓の樹海ではどのくらい奥まで携帯電話の電波が届くのか                            |
| 2  | 7月9日   | 松本                                                                                  | エピテーゼを装着する瞬間                                                              |
| 2  | 7月9日   | 相葉                                                                                  | 海中に生えている生のヒジキ                                                            |
| 3  | 7月16日  | 大野                                                                                  | 秩父山地の鍾乳洞の奥にある地底湖 石舟沢                                               |
| 3  | 7月16日  | 松本                                                                                  | エピテーゼを装着する瞬間                                                              |
| 4  | 7月23日  | 二宮                                                                                  | 顔の整形手術の包帯を取る瞬間                                                          |
| 5  | 7月30日  | 松本                                                                                  | 自称日本一の巨漢 目黒博志（通称目黒兄やん）                                           |
| 6  | 8月6日   | 大野                                                                                  | 53歳の脱サラ新人ゲイバー店員 ババ子さん                                               |
| 7  | 8月13日  | 松本・大野                                                                            | 自称日本一の巨漢 東京編                                                               |
| 7  | 8月13日  | 櫻井                                                                                  | タワーパーキングの中                                                                  |
| 8  | 8月20日  | 櫻井                                                                                  | 伊豆タライ岬の幽霊船（座礁したシンガポールのタンカー）                                |
| 8  | 8月20日  | 相葉                                                                                  | 足の指が6本ある少女（多合指症）                                                       |
| 9  | 8月27日  | 二宮                                                                                  | 性別適合手術をした人のX線写真                                                         |
| 9  | 8月27日  | 大野                                                                                  | 漫画家の締切日（江川達也「日露戦争物語」）                                            |
| 10 | 9月3日   | 松本・大野                                                                            | 自称日本一の巨漢 第3弾                                                                |
| 11 | 9月10日  | 相葉・櫻井                                                                            | 人体の神秘スペシャル 心臓が右にある人（全臓器反転症） チャンス大城                    |
| 11 | 9月10日  | 松本                                                                                  | 人体の神秘スペシャル 白目が青い人（青色強膜）                                         |
| 12 | 9月17日  | 大野                                                                                  | 自称日本一背の高い小学生                                                              |
| 12 | 9月17日  | 櫻井                                                                                  | 刑務所を出所する瞬間                                                                  |
| 13 | 9月24日  | 相葉                                                                                  | 性同一性障害の父親                                                                    |
| 14 | 10月1日  | 櫻井                                                                                  | 刑務所を出所する瞬間                                                                  |
| 15 | 10月8日  | 松本・二宮・大野                                                                      | 自称日本一の巨漢へ18の質問 - トランポリンを跳べるかなど                               |
| 16 | 10月15日 | 松本・大野                                                                            | 自称日本一の巨漢の人間ドック                                                          |
| 16 | 10月15日 | 松本・二宮・大野                                                                      | 自称日本一の巨漢と焼肉争奪戦                                                          |
| 17 | 10月22日 | 松本                                                                                  | 多重人格の女性                                                                        |
| 18 | 10月29日 | 二宮・大野                                                                            | 野生のモグラ                                                                          |
| 19 | 11月5日  | 名場面集                                                                              | 名場面集                                                                              |
| 20 | 11月12日 | 二宮・大野                                                                            | 接着剤の検証 接着剤の付いたサンドバッグをグローブで叩いたらくっつくのかなど           |
| 20 | 11月12日 | 相葉                                                                                  | 野生のキクラゲ                                                                        |
| 21 | 11月19日 | 大野・櫻井                                                                            | 中身を見る - 携帯電話、シークレットブーツ、3色の歯磨剤                                |
| 22 | 11月26日 | 二宮                                                                                  | 薬物依存症のリハビリテーション施設 茨城ダルク                                         |
| 22 | 11月26日 | 大野・櫻井                                                                            | 中身を見る - 便秘のお腹（X線写真）、かに道楽の冷蔵庫                                  |
| 23 | 12月3日  | 櫻井                                                                                  | おねしょの瞬間                                                                        |
| 24 | 12月10日 | 松本・櫻井                                                                            | 現役女子高生の奥さん（かつ一児の母）                                                  |
| 24 | 12月10日 | 相葉                                                                                  | 虚無僧の実態                                                                          |
| 25 | 12月17日 | 松本・大野                                                                            | 女子車いすバスケットボール全日本チームの合宿に潜入                                    |
| 26 | 12月24日 | クリスマス企画 - サンタクロースやトナカイに扮して番組スペシャルライブの招待券を届ける | クリスマス企画 - サンタクロースやトナカイに扮して番組スペシャルライブの招待券を届ける |

2004年
| 回 | 放送日  | 取材担当者 | 取材内容 |
| -- | ------- | --- | --- |
| 27 | 1月7日  | 総集編 | 総集編 |
| 28 | 1月14日 | 「日テレプレゼンツDの嵐!スペシャルライブ 一回限りのドキ・Doki・ドキュメント!!」を開催した模様を放送。 コーナー企画のほか、大野が監督した番組オープニング映像の撮影が行われた。 | 「日テレプレゼンツDの嵐!スペシャルライブ 一回限りのドキ・Doki・ドキュメント!!」を開催した模様を放送。 コーナー企画のほか、大野が監督した番組オープニング映像の撮影が行われた。 |
| 29 | 1月21日 | 「日テレプレゼンツDの嵐!スペシャルライブ 一回限りのドキ・Doki・ドキュメント!!」を開催した模様を放送。 コーナー企画のほか、大野が監督した番組オープニング映像の撮影が行われた。 | 「日テレプレゼンツDの嵐!スペシャルライブ 一回限りのドキ・Doki・ドキュメント!!」を開催した模様を放送。 コーナー企画のほか、大野が監督した番組オープニング映像の撮影が行われた。 |
| 30 | 1月28日 | 松本・大野 | マニア向けの飲食店 -矢沢永吉マニア、チョウマニア |
| 30 | 1月28日 | 二宮・櫻井 | マニア向けの飲食店 -プロレスマニア、 長州力マニア |
| 31 | 2月4日  | 松本 | 八ヶ岳でアイスクライミング |
| 32 | 2月11日 | 相葉 | 新宿中央公園のホームレス |
| 33 | 2月18日 | 大野・櫻井 | サーカス団（木下大サーカス）の公演地移動時の引越し |
| 34 | 2月25日 | 未公開映像 | 未公開映像 |
| 35 | 3月3日  | 松本・二宮 | 101回目のお見合い |
| 36 | 3月10日 | 相葉・櫻井 | 父親が息子にかつらをカミングアウトする瞬間 |
| 37 | 3月17日 | 松本・大野 | 初めてのキス |
| 37 | 3月17日 | 大野 | 初めてのスターバックス |
| 38 | 3月24日 | 「動物の疑問 大解決スペシャル」 （ロケ地： 市原ぞうの国） | シマウマの地肌は縞模様か |
| 38 | 3月24日 | 「動物の疑問 大解決スペシャル」 （ロケ地： 市原ぞうの国） | ライオンはエノコログサにじゃれるか |
| 38 | 3月24日 | 「動物の疑問 大解決スペシャル」 （ロケ地： 市原ぞうの国） | ウマは目の前にニンジンをかざすと走るか |
| 38 | 3月24日 | 「動物の疑問 大解決スペシャル」 （ロケ地： 市原ぞうの国） | ヘビはどこからが尾なのか |
| 38 | 3月24日 | 「動物の疑問 大解決スペシャル」 （ロケ地： 市原ぞうの国） | ヘビは体と同じ太さの筒の中、ぬるぬるした板の上を進めるのか |
| 38 | 3月24日 | 「動物の疑問 大解決スペシャル」 （ロケ地： 市原ぞうの国） | ゾウは鼻でどれくらい小さなものまで持てるのか |
| 38 | 3月24日 | 「動物の疑問 大解決スペシャル」 （ロケ地： 市原ぞうの国） | アライグマは皿を洗うか |
| 39 | 3月31日 | C（コンテスト）の嵐!、ニノ嵐! | C（コンテスト）の嵐!、ニノ嵐! |
| 40 | 4月7日  | 相葉・櫻井 | 妻が夫に妊娠を告げる瞬間 |
| 41 | 4月14日 | 相葉・二宮・大野 | 野生のモグラ |
| 42 | 4月21日 | 法則の嵐!、Aの嵐!（仮） | 法則の嵐!、Aの嵐!（仮） |
| 43 | 4月28日 | うだうだスペシャル | うだうだスペシャル |
| 44 | 5月5日  | 相葉 | 巨大食材を使った、櫻井の大学卒業を祝う晩餐会 |
| 45 | 5月12日 | 松本・二宮 | 初めてのキス |
| 45 | 5月12日 | （スタジオ収録） | ギプスを外す瞬間 |
| 46 | 5月19日 | Aの嵐!（仮）、Tの嵐!（仮） | Aの嵐!（仮）、Tの嵐!（仮） |
| 47 | 5月26日 | 相葉・櫻井 | マヨネーズ工場で使われない鶏卵の卵殻、卵白、卵殻膜の行方 |
| 47 | 5月26日 | 相葉・櫻井 | コンビニエンスストアで賞味期限切れた弁当の行方 |
| 47 | 5月26日 | 相葉・櫻井 | 使用済み乗車券の行方 |
| 48 | 6月2日  | 「ほっといたらどうなる?」 | モヤシ、アスパラガス、カイワレ大根を収穫しないでほっといたら? |
| 48 | 6月2日  | 「ほっといたらどうなる?」 | パンダのぬいぐるみ、アロハシャツ、ジーンズを漂白剤につけて1週間ほっといたら?                                                                                                   |
| 48 | 6月2日  | 「ほっといたらどうなる?」 | 豆腐を冷蔵庫に1週間ほっといたら? |
| 48 | 6月2日  | 「ほっといたらどうなる?」 | ショートケーキを庭に1週間ほっといたら? |
| 48 | 6月2日  | 「ほっといたらどうなる?」 | 風呂に水を一滴ずつ垂らして1週間ほっといたら? |
| 48 | 6月2日  | 「ほっといたらどうなる?」 | 性別適合手術をした元男性をお手入れなしで3日間ほっといたら? |
| 48 | 6月2日  | 「ほっといたらどうなる?」 | 番組ディレクター作成VHSをレンタルビデオ店の新作コーナーに3日間ほっといたら? |
| 49 | 6月9日  | Cの嵐! | Cの嵐! |
| 50 | 6月16日 | 櫻井 | 精神疾患や障害をもつ人たちのパフォーマンス集団 |
| 51 | 6月23日 | 大野 | 酒癖の悪い人 |
| 52 | 6月30日 | 二宮・大野 | 江戸川の巨大魚（アオウオとソウギョ） |
| 53 | 7月7日  | 「ほっといたらどうなる?」 | エノキタケ、ブロッコリー、ハクサイ、ジャガイモを収穫しないでほっといたら? |
| 53 | 7月7日  | 「ほっといたらどうなる?」 | 生の鶏卵、カニ、竹、割箸、ハマグリを酢につけて1週間ほっといたら? |
| 53 | 7月7日  | 「ほっといたらどうなる?」 | 綿菓子、おにぎり、割った鶏卵を1週間ほっといたら? |
| 53 | 7月7日  | 「ほっといたらどうなる?」 | アリの巣のそばにメロンパンを1週間ほっといたら? |
| 53 | 7月7日  | 「ほっといたらどうなる?」 | 入浴して24時間ほっといたら? |
| 54 | 7月14日 | （スタジオ収録） | 離婚した元夫婦の娘の親権をめぐる話し合い |
| 55 | 7月21日 | うだうだスペシャル | うだうだスペシャル |
| 56 | 7月28日 | Aの嵐!（仮） | Aの嵐!（仮） |
| 57 | 8月4日  | （スタジオ収録） | 切断する前のコンニャク、消しゴム、ストロー、輪ゴム |
| 57 | 8月4日  | 相葉・松本 | スポンジ工場、トイレットペーパー工場で切断する前を見る |
| 57 | 8月4日  | 二宮・櫻井 | 湿布工場で切断する前を見る |
| 58 | 8月11日 | 二宮・大野・櫻井 | 江戸川の巨大魚 |
| 59 | 8月18日 | 櫻井 | 昼に日比谷公園の遊具で運動する集団 日比谷クラブ |
| 59 | 8月18日 | 櫻井 | マヨネーズを崇める集団 マヨネ教 |
| 59 | 8月18日 | 櫻井 | 声を出して体操をする集団 スマイル体操 |
| 60 | 8月25日 | 24時間テレビ 「愛は地球を救う」に密着 | 24時間テレビ 「愛は地球を救う」に密着 |
| 60 | 8月25日 | 「ほっといたらどうなる?」 | 革靴、スイカ、スライムを煮込んで24時間ほっといたら? |
| 60 | 8月25日 | 「ほっといたらどうなる?」 | 鶏卵、牛乳を振り続けて24時間ほっといたら? |
| 60 | 8月25日 | 「ほっといたらどうなる?」 | 都会の木に蜜を塗って24時間ほっといたら? |
| 60 | 8月25日 | 「ほっといたらどうなる?」 | 巨大な氷を格子状のワイヤの上に載せて24時間ほっといたら? |
| 60 | 8月25日 | 「ほっといたらどうなる?」 | アリを砂糖の上で24時間ほっといたら? |
| 60 | 8月25日 | 「ほっといたらどうなる?」 | 色水に花を生けて24時間ほっといたら? |
| 60 | 8月25日 | 「ほっといたらどうなる?」 | 生の鶏卵を冷蔵庫に8か月ほっといたら? |
| 61 | 9月1日  | 「2004 Dの嵐! presents 嵐! いざッ、Now Tour!!」の模様を放送。 コーナー企画のほか、大野が監督した番組オープニング映像の撮影が行われた。                                         | 「2004 Dの嵐! presents 嵐! いざッ、Now Tour!!」の模様を放送。 コーナー企画のほか、大野が監督した番組オープニング映像の撮影が行われた。                                         |
| 62 | 9月8日  | 松本・櫻井 | 離婚回数の多い女性 |
| 63 | 9月15日 | 相葉・松本 | ダイエットに成功した自称日本一の巨漢 |
| 64 | 9月22日 | 「廃墟ツアー」 | 11年前に閉鎖したテーマパーク（アリスの森） 12年前に突然閉鎖した廃病院 |
| 65 | 9月29日 | Aの嵐!、Oの嵐! | Aの嵐!、Oの嵐! |
| 66 | 10月6日 | うだうだスペシャル | うだうだスペシャル |

### バカ好奇心
チーム編成
- 2004年10月13日 - 2005年3月2日

もぐらさんチーム（大野・二宮）
泣き虫さんチーム（相葉・松本）
MC：櫻井
- 2005年3月23日 - 7月13日

天才と紙一重（櫻井・相葉）
リーダー松本（大野・松本）
MC：二宮
- 2005年8月3日 - 9月21日

SOSチーム（大野・櫻井）
松ピーチーム（二宮・松本）
MC：相葉
2004年
| 回 | 放送日   | 取材 担当者        | ゲスト             | サブタイトル                     | |
| -- | -------- | ------------------ | ------------------ | -------------------------------- | --- |
| 67 | 10月13日 | 相葉・松本・櫻井   | 杉田かおる         | 日本一クサイ場所                 | 正露丸、酢、くさやの工場 |
| 67 | 10月13日 | 相葉・松本・櫻井   | 杉田かおる         | 日本一クサイ場所                 | 剣道部の部室 |
| 67 | 10月13日 | 相葉・松本・櫻井   | 杉田かおる         | 日本一クサイ場所                 | ヒョウタンの果実を腐らせて取り除く瞬間 |
| 67 | 10月13日 | 相葉・松本・櫻井   | 杉田かおる         | 日本一クサイ場所                 | 登別温泉地獄谷 |
| 68 | 10月20日 | 二宮・大野         | 蛭子能収           | ほっといたら どうなる?           | サウナ風呂に生の鶏卵、ブドウ、イカ、アジ、水と白米を入れた飯盒、シチューのルーと生の具材を合わせたものをほっといたらどうなる?                                                                         |
| 68 | 10月20日 | 二宮・大野         | 蛭子能収           | ほっといたら どうなる?           | 水と油をミキサーにかけてほっといたらどうなる? |
| 68 | 10月20日 | 二宮・大野         | 蛭子能収           | ほっといたら どうなる?           | スッポンにタオルを噛ませた状態でぶら下げてほっといたらどうなる? |
| 68 | 10月20日 | 二宮・大野         | 蛭子能収           | ほっといたら どうなる?           | 2台のCDプレーヤーを同時にリピート再生にして1週間ほっといたらどうなる? |
| 68 | 10月20日 | 二宮・大野         | 蛭子能収           | ほっといたら どうなる?           | カとレバーを一緒にほっといたらどうなる? |
| 68 | 10月20日 | 二宮・大野         | 蛭子能収           | ほっといたら どうなる?           | ぶら下がり続けて24時間ほっといたらどうなる? |
| 68 | 10月20日 | 二宮・大野         | 蛭子能収           | ほっといたら どうなる?           | 天然パーマ髪をポマードで横わけにしてほっといたらどうなる? |
| 68 | 10月20日 | 二宮・大野         | 蛭子能収           | ほっといたら どうなる?           | 視聴者から送られた古い食品 - 3年前の生の鶏卵、150年前の梅干し |
| 69 | 10月27日 | 相葉・松本         | YOU                | ○○目線                           | 小型ビデオカメラを設置して、○○の目線から見た風景を撮影する （トランポリン選手の頭、プロレスラーの足の裏、クレーンゲームのぬいぐるみ、弓道の的、パチンコ台、ネコ、ラーメンの丼、回転寿司、公園の灰皿） |
| 70 | 11月3日  | 二宮・大野         | 柳沢慎吾           | アノ中が見たい!                  | カンガルーの袋の中 |
| 70 | 11月3日  | 二宮・大野         | 柳沢慎吾           | アノ中が見たい!                  | 神社の賽銭の中 |
| 70 | 11月3日  | 二宮・大野         | 柳沢慎吾           | アノ中が見たい!                  | 硬式球、ソフトボールの球、ビリヤードの球、サッカーボール、ボウリングの球・ピンの中身 |
| 70 | 11月3日  | 二宮・大野         | 柳沢慎吾           | アノ中が見たい!                  | カメの甲羅のMRI画像 |
| 70 | 11月3日  | 二宮・大野         | 柳沢慎吾           | アノ中が見たい!                  | キャバクラ嬢が客を見送る前と見送った後のエレベーターの中 |
| 71 | 11月10日 | 二宮・大野・櫻井   | 磯野貴理子         | あの限界が 見たい!!              | 掃除機のホースでティッシュペーパーを吸うことができる長さの限界 |
| 71 | 11月10日 | 二宮・大野・櫻井   | 磯野貴理子         | あの限界が 見たい!!              | 全身に貼った絆創膏の枚数の限界 |
| 71 | 11月10日 | 二宮・大野・櫻井   | 磯野貴理子         | あの限界が 見たい!!              | 中国雑技団の人が肩車できる人数の限界 |
| 71 | 11月10日 | 二宮・大野・櫻井   | 磯野貴理子         | あの限界が 見たい!!              | 紙を折る回数の限界 |
| 71 | 11月10日 | 二宮・大野・櫻井   | 磯野貴理子         | あの限界が 見たい!!              | 崩れずに持ち上げられる豆腐の大きさの限界 |
| 71 | 11月10日 | 二宮・大野・櫻井   | 磯野貴理子         | あの限界が 見たい!!              | 店員から立ち読みとして許されなくなる距離の限界 |
| 72 | 11月17日 | 相葉・松本         | 假屋崎省吾         | ○○の共通点                       | アキバ系共通の法則 （フィギュア、コスプレ、ポスターの貼り方、ぬいぐるみ、パソコンゲーム、目立ちたがりの性格、生徒会の経験）                                                                           |
| 73 | 11月24日 | うだうだスペシャル | うだうだスペシャル |                                  | |
| 74 | 12月1日  | 相葉・松本         | 山口もえ           | Aの嵐!                           | 双眼鏡を眼鏡のように着用して、テーブルに載ったリンゴを取ったら、ハードルを走ったら、乗用車を運転したらどうなるか                                                                                      |
| 74 | 12月1日  | 相葉・松本         | 山口もえ           | Aの嵐!                           | 洗剤、風船、墨汁の中にドライアイスを入れるとどうなるか |
| 74 | 12月1日  | 相葉・松本         | 山口もえ           | Aの嵐!                           | ガシャポンの中にゆで卵を入れたら出てくるか |
| 75 | 12月8日  | 相葉・松本         | 山口もえ           | Aの嵐!                           | ウニとクリではどちらの棘が強いか |
| 75 | 12月8日  | 相葉・松本         | 山口もえ           | Aの嵐!                           | ヨーグルトと汁粉、コーヒーと豚汁、コーラ・牛乳・栄養ドリンク・ヨーグルト・汁粉・トマトジュース・茶、をそれぞれ混ぜるとどうなるか                                                                      |
| 75 | 12月8日  | 相葉・松本         | 山口もえ           | Aの嵐!                           | ストッキングをかぶった頭、強風に吹かれた頭でパーマネントウエーブをかけるとどうなるか |
| 76 | 12月15日 | 二宮・大野         | 古田新太           | ほっといたら どうなる?           | シャンパンの瓶の針金を外してほっといたらどうなる? |
| 76 | 12月15日 | 二宮・大野         | 古田新太           | ほっといたら どうなる?           | ヤドカリの前にマジックインキの蓋、マッチ箱、貝殻の形のパスタ、カタツムリの殻を置いて1週間ほっといたらどうなる?                                                                                        |
| 76 | 12月15日 | 二宮・大野         | 古田新太           | ほっといたら どうなる?           | 卵、鳥の骨を炭酸水に浸して1週間ほっといたらどうなる? |
| 76 | 12月15日 | 二宮・大野         | 古田新太           | ほっといたら どうなる?           | シロアリを家屋の木製模型の中に入れて1週間ほっといたらどうなる? |
| 76 | 12月15日 | 二宮・大野         | 古田新太           | ほっといたら どうなる?           | 日焼けマシーンにマネキン人形、ダイコン、カニ、白い風船を入れて1週間ほっといたらどうなる? |
| 76 | 12月15日 | 二宮・大野         | 古田新太           | ほっといたら どうなる?           | ゼラチンを水飴、炭酸水、味噌汁に溶かしてほっといたらどうなる? |
| 76 | 12月15日 | 二宮・大野         | 古田新太           | ほっといたら どうなる?           | カスタードプディング、コンニャクをベランダに干して1週間ほっといたらどうなる? |
| 76 | 12月15日 | 二宮・大野         | 古田新太           | ほっといたら どうなる?           | 紙おむつを入れてほっといたらどうなる? |
| 76 | 12月15日 | 二宮・大野         | 古田新太           | ほっといたら どうなる?           | 蚊取線香を見続けた状態でほっといたらどうなる? |
| 76 | 12月15日 | 二宮・大野         | 古田新太           | ほっといたら どうなる?           | 視聴者から送られた古い食品 - 17年前のカニの缶詰、20年前のビール、3年前の納豆、 20年前のカレーの缶詰                                                                                                   |
| 77 | 12月22日 | 二宮・大野         | なぎら健壱         | アザラシのタマちゃん は今どこに? | 荒川、横須賀港走水でタマちゃんを捜す |

2005年
| 回  | 放送日  | 取材担当者                              | ゲスト                                  | サブタイトル                            | |
| --- | ------- | --------------------------------------- | --------------------------------------- | --------------------------------------- | --- |
| 78  | 1月5日  | うだうだスペシャル                      | うだうだスペシャル                      | うだうだスペシャル                      | うだうだスペシャル |
| 79  | 1月12日 | 相葉・松本                              | 平山あや                                | ○○目線パート2                           | リンボーダンスのバー、バンジージャンプのマット、モグラ叩きのモグラ、炬燵、誕生日ケーキ、山手線ゲームの爆弾、レンタルビデオ店のアダルトビデオの入った棚、鉄棒、生ごみのゴミ箱、タイムセールのワゴン、中華料理店の円卓） |
| 80  | 1月19日 | マネキンはどこまで人になりすませるのか? | マネキンはどこまで人になりすませるのか? | マネキンはどこまで人になりすませるのか? | 天津小湊町の町中にマネキン人形を隠し、見つけた数を競う |
| 81  | 1月26日 | 二宮・大野                              | ふかわりょう                            | 逆再生で見てみよう!                     | VTRを巻き戻しするように演技した映像を逆再生すると、普通に撮影したように見えるか （リレー走、ハードル、西城秀樹「YOUNG MAN」、漫才、タクシーに乗る、喧嘩、寝坊、忍者）                                                  |
| 82  | 2月2日  | 相葉・松本                              | 出川哲朗                                | Aの嵐!                                  | 液体窒素に水飴、綿菓子、水彩絵具、空のペットボトルを入れたらどうなるか |
| 82  | 2月2日  | 相葉・松本                              | 出川哲朗                                | Aの嵐!                                  | シュレッダーに海苔を通すとどうなるか |
| 82  | 2月2日  | 相葉・松本                              | 出川哲朗                                | Aの嵐!                                  | 熱したパチンコの玉を発泡スチロールの上に落としたらどうなるか |
| 82  | 2月2日  | 相葉・松本                              | 出川哲朗                                | Aの嵐!                                  | 自転車をこいで発電したら扇風機、ミキサー、バリカン、テレビ受像機は動くか |
| 83  | 2月9日  | 相葉・松本                              | 出川哲朗                                | Aの嵐!                                  | 冷凍倉庫の中で食事、水鉄砲をするとどうなるか |
| 83  | 2月9日  | 相葉・松本                              | 出川哲朗                                | Aの嵐!                                  | 複写機で虫眼鏡を通してコピーすると文字は拡大するか |
| 83  | 2月9日  | 相葉・松本                              | 出川哲朗                                | Aの嵐!                                  | テニスラケット、網戸でシャボン玉を作るとどうなるか |
| 83  | 2月9日  | 相葉・松本                              | 出川哲朗                                | Aの嵐!                                  | カツ丼、コーヒーゼリー、イクラ、世界三大珍味（セイヨウショウロ、フォアグラ、キャビア）をそれぞれジュースにするとどうなるか                                                                                             |
| 84  | 2月16日 | うだうだスペシャル                      | うだうだスペシャル                      | うだうだスペシャル                      | うだうだスペシャル |
| 85  | 2月23日 | 二宮・大野                              | パパイヤ鈴木                            | 逆回転パート2                           | VTRを巻き戻しするように演技した映像を逆再生する （障害物競走、ピンク・レディー「ペッパー警部」、寿司屋、ザ・ドリフターズ「ドリフのビバノン音頭」、泥棒を追いかける、ドラマ「太陽にほえろ!」の松田優作）                |
| 86  | 3月2日  | 相葉・松本・櫻井                        | 千秋                                    | 原材料からアレ を作ってみよう!          | 商品に書かれた原材料から実際に作ってみる （スライム、インスタントラーメンの麺、歯磨剤、ラムネ、消しゴム、口紅） |
| 87  | 3月9日  |                                         | 間寛平                                  | 逆回転選手権!!                          | VTRを巻き戻しするように演技した映像を逆再生する （野球拳、歯科医師、童謡「チューリップ」、銀行強盗、父の一番長い日、オーケストラ、ドラマ「水戸黄門」、アニメ「アルプスの少女ハイジ」、取調べ）                         |
| 88  | 3月16日 |                                         | 小川直也                                | 逆回転 イン オーストラリア!             | VTRを巻き戻しするように演技した映像を逆再生する （ハッスルポーズ、パワーボム、平泳ぎ、クロール） |
| 89  | 3月23日 | 松本・大野                              | 小沢真珠                                | できる!?できない!?                      | モスバーガーでハンバーガーの肉抜きは注文できる?できない? |
| 89  | 3月23日 | 松本・大野                              | 小沢真珠                                | できる!?できない!?                      | 回転寿司で中トロのトロ抜きは注文できる?できない? |
| 89  | 3月23日 | 松本・大野                              | 小沢真珠                                | できる!?できない!?                      | スルメ、スイカ、ダンベル、缶ジュース、羽子板、Tシャツに切手を貼ったら郵送できる?できない? |
| 89  | 3月23日 | 松本・大野                              | 小沢真珠                                | できる!?できない!?                      | ピザを売るレストラン、鉄道駅のプラットホームまで届けるよう宅配ピザに注文できる?できない? |
| 89  | 3月23日 | 松本・大野                              | 小沢真珠                                | できる!?できない!?                      | お一人様でタクシーの助手席に乗車できる?できない? |
| 90  | 3月30日 | 相葉・櫻井                              | かつみ♥さゆり                           | どれだけ巨大な 雪ダルマが作れるか?      | 湯沢町で朝から日没まで雪だるまを作り続ける |
| 91  | 4月6日  | 相葉・櫻井                              | 馬場典子 森圭介 （NTVアナウンサー）     | Aの嵐!                                  | 冷凍倉庫の中で激辛カレーを食べると体は温まるか |
| 91  | 4月6日  | 相葉・櫻井                              | 馬場典子 森圭介 （NTVアナウンサー）     | Aの嵐!                                  | 冷凍倉庫の中でシャボン玉は凍るか |
| 91  | 4月6日  | 相葉・櫻井                              | 馬場典子 森圭介 （NTVアナウンサー）     | Aの嵐!                                  | 糸電話の糸をエレクトリックギターの弦にするとどんな声になるか |
| 91  | 4月6日  | 相葉・櫻井                              | 馬場典子 森圭介 （NTVアナウンサー）     | Aの嵐!                                  | 風船ガム500個で巨大な風船を作れるか |
| 91  | 4月6日  | 相葉・櫻井                              | 馬場典子 森圭介 （NTVアナウンサー）     | Aの嵐!                                  | ヘアスプレーで固めた髪で豆腐、ショートケーキ、蒲鉾、風船を刺すことができるか |
| 91  | 4月6日  | 相葉・櫻井                              | 馬場典子 森圭介 （NTVアナウンサー）     | Aの嵐!                                  | 納豆を1000回、5000回、10000回混ぜるとどうなるか |
| 92  | 4月13日 | 相葉・櫻井                              | 馬場典子 森圭介 （NTVアナウンサー）     | Aの嵐!                                  | ドライアイスでかき氷を作ることは可能か |
| 92  | 4月13日 | 相葉・櫻井                              | 馬場典子 森圭介 （NTVアナウンサー）     | Aの嵐!                                  | 緑茶、牛乳、味噌汁、蕎麦つゆに炭酸ガスを注入するとどうなるか |
| 92  | 4月13日 | 相葉・櫻井                              | 馬場典子 森圭介 （NTVアナウンサー）     | Aの嵐!                                  | 砂時計の落下時間を短縮することはできるか |
| 93  | 4月20日 | 松本・大野                              | 梨花                                    | 逆回転パート3                           | 10人11脚、組体操、ヒーロードラマ、尻相撲、愛の告白） |
| 94  | 4月27日 | 相葉・櫻井                              | はなわ                                  | カットする前の モノを見てみよう!        | 切断される前のサラミ、チーズ鱈（なとり）、軽石、バウムクーヘン、麩菓子、サランラップ、練り消しゴム |
| 95  | 5月4日  | うだうだスペシャル                      | うだうだスペシャル                      | うだうだスペシャル                      | うだうだスペシャル |
| 96  | 5月11日 | 松本・大野                              | 飯島愛                                  | できる!?できない!? パート2              | かけそばの蕎麦抜きは注文できる?できない? |
| 96  | 5月11日 | 松本・大野                              | 飯島愛                                  | できる!?できない!? パート2              | 男性客はブラジャーを試着できる?できない? |
| 96  | 5月11日 | 松本・大野                              | 飯島愛                                  | できる!?できない!? パート2              | ペット同伴可の店にミニブタ、大蛇を連れて入店できる?できない? |
| 96  | 5月11日 | 松本・大野                              | 飯島愛                                  | できる!?できない!? パート2              | 髪の毛がない人は理髪店でシャンプーできる?できない? |
| 97  | 5月18日 | 相葉・櫻井                              | 麻木久仁子                              | おりがみの船で 東京湾に出たい!!         | 厚紙を折って作ったボートに乗り、荒川の河川敷から東京湾に向かう |
| 98  | 5月25日 | 松本・大野                              | 若槻千夏                                | できる!?できない!? パート3              | 片方の靴を半額で買うことはできる?できない? |
| 98  | 5月25日 | 松本・大野                              | 若槻千夏                                | できる!?できない!? パート3              | バイク便に買物を頼んで届けてもらうことはできる?できない? |
| 98  | 5月25日 | 松本・大野                              | 若槻千夏                                | できる!?できない!? パート3              | かつらは理髪店でシャンプーできる?できない? |
| 98  | 5月25日 | 松本・大野                              | 若槻千夏                                | できる!?できない!? パート3              | 服装規定のある高級レストランに喪服、紋付羽織袴、王様の衣裳、漫才師の派手なスーツを着て入店できる?できない? |
| 99  | 6月1日  | 相葉・櫻井                              | 山田花子                                | アノ面接が見たい!                       | ゲイバー、コスプレ居酒屋の採用面接 |
| 99  | 6月1日  | 相葉・櫻井                              | 山田花子                                | アノ面接が見たい!                       | 実際に就職試験の面接に挑戦 |
| 100 | 6月8日  | 祝100回記念SP! 100人で○○やってみよう!   | 祝100回記念SP! 100人で○○やってみよう!   | 祝100回記念SP! 100人で○○やってみよう!   | 100人と貨物自動車とで綱引き |
| 100 | 6月8日  | 祝100回記念SP! 100人で○○やってみよう!   | 祝100回記念SP! 100人で○○やってみよう!   | 祝100回記念SP! 100人で○○やってみよう!   | 100人でうちわを扇いで炎を消せるか |
| 100 | 6月8日  | 祝100回記念SP! 100人で○○やってみよう!   | 祝100回記念SP! 100人で○○やってみよう!   | 祝100回記念SP! 100人で○○やってみよう!   | 100人で採点機能がついたカラオケで歌うと何点になるか |
| 100 | 6月8日  | 祝100回記念SP! 100人で○○やってみよう!   | 祝100回記念SP! 100人で○○やってみよう!   | 祝100回記念SP! 100人で○○やってみよう!   | 100人で円になり、順に後ろの人の膝に座っていくと全員が座れるか（人間イス） |
| 100 | 6月8日  | 祝100回記念SP! 100人で○○やってみよう!   | 祝100回記念SP! 100人で○○やってみよう!   | 祝100回記念SP! 100人で○○やってみよう!   | 100人で野球 |
| 101 | 6月15日 | 相葉・櫻井                              | KABA.ちゃん                             | Aの嵐!                                  | ブーブークッションにヘリウムを注入するとどんな音になるか |
| 101 | 6月15日 | 相葉・櫻井                              | KABA.ちゃん                             | Aの嵐!                                  | 100個の目覚し時計から1つだけ鳴っている時計を見つけられるか |
| 101 | 6月15日 | 相葉・櫻井                              | KABA.ちゃん                             | Aの嵐!                                  | メガホンを大きくすると声も大きくなるか |
| 101 | 6月15日 | 相葉・櫻井                              | KABA.ちゃん                             | Aの嵐!                                  | ぐるぐるバットで10回まわってから逆方向に10回まわるとどうなるか |
| 101 | 6月15日 | 相葉・櫻井                              | KABA.ちゃん                             | Aの嵐!                                  | 直線100mと10mトラック10周とではどちらが速いか |
| 101 | 6月15日 | 相葉・櫻井                              | KABA.ちゃん                             | Aの嵐!                                  | カメラ、被写体を乗せた2台の金魚運動器（金魚のように左右に揺れ動く健康器具）を向かい合わせて撮影するとどうなるか |
| 101 | 6月15日 | 相葉・櫻井                              | KABA.ちゃん                             | Aの嵐!                                  | トイレットペーパーに風船をつけて飛ばすとどうなるか |
| 102 | 6月22日 | 松本・大野                              | ブラザートム                            | さかのぼってみよう!!                    | スイカの成長、ニワトリとひよこの中間、タピオカの製造過程をさかのぼる |
| 103 | 6月29日 | 相葉・二宮・櫻井                        | ポカスカジャン                          | 巨大魚捕獲 作戦第3弾!!                  | 江戸川の巨大魚 |
| 104 | 7月6日  | 松本・大野                              | 国生さゆり                              | さかのぼってみよう! パート2             | ヒラメ・ハマグリ・メロンの成長、たわしの製造過程をさかのぼる |
| 105 | 7月13日 | 相葉・櫻井                              | 木村祐一                                | 東京一の売れ残りを 見てみよう!          | 地蔵通り商店街（巣鴨）、谷中銀座商店街（谷中）、浅草、北品川商店街（品川）の商店をめぐり売れ残り商品を探す |
| 106 | 7月20日 | うだうだスペシャル                      | うだうだスペシャル                      | うだうだスペシャル                      | うだうだスペシャル |
| 107 | 7月27日 | 廃墟ツアー2!!                           | 廃墟ツアー2!!                           | 廃墟ツアー2!!                           | 10年前に閉鎖されたリゾート施設 スポーツワールド（伊豆長岡町） |
| 108 | 8月3日  | 松本・二宮                              | モンキッキー                            | はたらく車テレビショッピング            | ロードローラー、バキュームカー、霊柩車、はしご車、戦車、クレーン車の威力と値段をテレビショッピング風に紹介 |
| 109 | 8月10日 | 大野・櫻井                              | 清水ミチコ                              | 一生分ツアー                            | 一生（80年と仮定）分のトイレットペーパー、鶏卵、米、味噌、塩、砂糖、コショウ、シャンプー、パンツ、屁、髪 |
| 110 | 8月17日 | 相葉                                    | 山口もえ                                | Aの嵐!                                  | スイカ、ナタデココ、納豆を凍らせてかき氷を作るとどうなるか |
| 110 | 8月17日 | 相葉                                    | 山口もえ                                | Aの嵐!                                  | プールの中で体重を量るとどうなるか |
| 110 | 8月17日 | 相葉                                    | 山口もえ                                | Aの嵐!                                  | 水中では落ちてきたボウリングのボールをキャッチできるか |
| 110 | 8月17日 | 相葉                                    | 山口もえ                                | Aの嵐!                                  | ピーマンの中の空気を吸って水中に潜っていられるか |
| 110 | 8月17日 | 相葉                                    | 山口もえ                                | Aの嵐!                                  | プールに浮かべたブルーシートの上を走ることができるか |
| 110 | 8月17日 | 相葉                                    | 山口もえ                                | Aの嵐!                                  | リコーダーでシャボン玉を作るとどうなるか |
| 110 | 8月17日 | 相葉                                    | 山口もえ                                | Aの嵐!                                  | 沸騰すると笛の鳴るやかんでシャボン玉液を沸騰させるとどうなるか |
| 110 | 8月17日 | 相葉                                    | 山口もえ                                | Aの嵐!                                  | 拡大したバーコード、味付け海苔・髪の毛・ヒジキでできたバーコード、バーコード頭を読み取ることはできるか |
| 111 | 8月24日 | 松本・二宮                              | 岡田圭右 （ますだおかだ）               | めったに見られない モノ大賞!            | 常盤平団地（松戸市）で自宅に眠るお宝を探す |
| 112 | 8月31日 | 大野・櫻井                              | 松尾貴史                                | ほっといたらどうなる? リターンズ        | スルメ、レーズン、牛肉のジャーキーを水にひたして2日ほっといたらどうなる? |
| 112 | 8月31日 | 大野・櫻井                              | 松尾貴史                                | ほっといたらどうなる? リターンズ        | アサガオの種子を豆腐、コンニャク、カスタードプディングに植えてほっといたらどうなる? |
| 112 | 8月31日 | 大野・櫻井                              | 松尾貴史                                | ほっといたらどうなる? リターンズ        | 湯をはった風呂にゼラチンを入れて4日ほっといたらどうなる? |
| 112 | 8月31日 | 大野・櫻井                              | 松尾貴史                                | ほっといたらどうなる? リターンズ        | 東京でスイカをベランダにほっといたらどうなる? |
| 112 | 8月31日 | 大野・櫻井                              | 松尾貴史                                | ほっといたらどうなる? リターンズ        | 日焼け止めクリームで背中に文字を書き炎天下の屋上にほっといたらどうなる? |
| 112 | 8月31日 | 大野・櫻井                              | 松尾貴史                                | ほっといたらどうなる? リターンズ        | 髪の毛、サングラス、写真を漂白剤につけてにほっといたらどうなる? |
| 112 | 8月31日 | 大野・櫻井                              | 松尾貴史                                | ほっといたらどうなる? リターンズ        | 雑貨店店頭のワゴンに微妙なものを「無料」と書いてほっといたらどうなる? |
| 112 | 8月31日 | 大野・櫻井                              | 松尾貴史                                | ほっといたらどうなる? リターンズ        | 視聴者から送られた古い食品 - 44年前のチーズ、5年前の炊飯器 |
| 113 | 9月7日  | 松本・二宮                              | 藤あや子                                | 松ピーのテレビショッピング第2弾!        | 便利だが変わった（もしくはとても買えない）調理器具をテレビショッピング風に紹介 |
| 114 | 9月14日 | 大野・櫻井                              | 土田晃之                                | 恥ずかしさの お値段                     | 女子大生、キャバクラ嬢はいくら払えばその場でビキニになってくれるのか |
| 114 | 9月14日 | 大野・櫻井                              | 土田晃之                                | 恥ずかしさの お値段                     | 銀座高級クラブのホステス、ヴィジュアル系バンドの人、ガングロギャル、おかまはいくら払えばすっぴんを見せてくれるのか |
| 115 | 9月21日 | 松本・二宮                              | MEGUMI                                  | 街角度胸試し!!                          | 町のヤンキーに向かってクラッカーを鳴らす |
| 115 | 9月21日 | 松本・二宮                              | MEGUMI                                  | 街角度胸試し!!                          | フランス料理店で焼きそばを注文する |
| 115 | 9月21日 | 松本・二宮                              | MEGUMI                                  | 街角度胸試し!!                          | 映画館でスタンディングオベーションを送る |
| 115 | 9月21日 | 松本・二宮                              | MEGUMI                                  | 街角度胸試し!!                          | ストリートミュージシャンの前でノリノリになる |
| 116 | 9月28日 | Dの嵐!まさかの最終回!!                  | Dの嵐!まさかの最終回!!                  | Dの嵐!まさかの最終回!!                  | ピーマン潜水（ピーマンの中の空気を吸って水中に潜る）を試みながら、過去の名場面を紹介。そして次番組の名前をダーツで決めることになり、「Gの嵐!」に。                                                                     |

### コーナー企画

#### Tの嵐! (仮)
| 放送日         | テーマ              | 紹介された投稿 |
| -------------- | ------------------- | --- |
| 2003年7月23日  | バス停              | 三途川（羽後交通）、ねぎ屋敷（岩手県交通）、途中（江若交通）、しばられ地蔵（京成バス）                                             |
| 2003年8月6日   | バス停              | 働く女性の家前（海津市営バス）、蟻の首（詫間町営バス）、まじ（備北バス）、机（庄内交通）                                           |
| 2003年9月10日  | 巨大なもの          | 巨大な天狗のお面、ダイコン、カボチャ、タヌキの焼き物                                                                               |
| 2003年9月17日  | 巨大なもの          | 巨大な五円硬貨、ヒマワリ、土偶（木造駅）、クラッカー                                                                               |
| 2003年9月24日  | 住みずらそうな物件  | プレハブ住宅 |
| 2003年9月24日  | バス停              | 休暇村（南伊豆東海バス） |
| 2003年10月15日 | 駅                  | バスケットボールのゴールがある駅（能代駅）、地上20mにある駅（宇都井駅）、河童の駅舎（田主丸駅）、理髪店でもある駅（中泉駅）        |
| 2003年10月22日 | メニュー            | ライス付きチャーハン、伊勢エビール、海鮮パフェ（鳥羽市）、スイカ定食（南国市）                                                     |
| 2004年1月21日  | トイレ              | 便器が顔のトイレ、庭園のあるトイレ（越前町）、男性用・和式・洋式の便器が揃ったトイレ、トイレットペーパーのホルダーが12個あるトイレ |
| 2004年3月10日  | 短いもの            | 5段のエスカレータ（川崎モアーズ）、65cmのガードレール（豊川市）、7mのトンネル（地名駅）、一礼で終わる塩嶺御野立記念祭              |
| 2004年5月19日  | これ本物?と思うもの | ドラえもんの小便小僧など |
| 2004年9月8日   | 恐怖写真            | 鬼死骸（宮交栗原バスのバス停）、ギロチン工場 鬼頭商店（桑名市）、ハニベ大仏、マネキン人形の首を利用した植木鉢（鎌倉市）            |
| 2005年2月16日  | 雑誌                | 月刊食堂（柴田書店）、月刊学校給食（全国学校給食協会）、月刊表面（広信社）、月刊むし（むし社）                                     |

#### Cの嵐!
| 放送日         | コンテスト                                       |
| -------------- | ------------------------------------------------ |
| 2003年10月29日 | 声変わりしていない大人コンテスト                 |
| 2003年10月29日 | 天然パーマコンテスト                             |
| 2003年12月24日 | 体が柔らかい人コンテスト                         |
| 2003年12月24日 | ガリガリの人コンテスト                           |
| 2004年3月31日  | アホ顔コンテスト                                 |
| 2004年3月31日  | すっぴんと化粧した顔とのギャップコンテスト       |
| 2004年6月9日   | 舌の長い美人コンテスト                           |
| 2004年6月9日   | 死んだふりコンテスト                             |
| 2004年6月23日  | 元ヤンキーの更生前と更生後とのギャップコンテスト |
| 2004年8月11日  | 舌の長い美人コンテスト                           |

#### Aの嵐!
| 放送日         | 実験内容                                                                                        |
| -------------- | ----------------------------------------------------------------------------------------------- |
| 2003年11月19日 | 液体窒素にバラ、ゴム製のボール、歯磨剤、鶏卵、豆腐、ラーメンを入れるとどうなるか                |
| 2003年11月19日 | 熱したパチンコの玉を氷の上に載せたらどうなるか                                                  |
| 2003年11月19日 | トウガラシと砂糖を同量を混ぜると辛いか甘いか                                                    |
| 2003年12月3日  | ストローで高さ何mまで吸うことができるのか                                                       |
| 2003年12月17日 | カメレオンは暗闇では何色の皮膚になるか                                                          |
| 2004年1月14日  | 人は風船で宙に浮くことができるのか                                                              |
| 2004年1月21日  | 容器に水、蜂蜜、油、氷を入れていくとどういう順番になるか                                        |
| 2004年1月21日  | コップの中に小さいコップを入れ、大きいコップに油を注ぐとどう見えるか                            |
| 2004年3月3日   | バイク便に隣の建物への配達を頼んだらオートバイで行くか歩いて行くか                              |
| 2004年4月21日  | インスタントラーメンを水で作るとどうなるか                                                      |
| 2004年5月19日  | コーヒー、茶、オレンジジュースを浄水器に通すとどんな飲み物になるか                              |
| 2004年5月19日  | 扇風機に懐炉を貼り付けると風は温かくなるか                                                      |
| 2004年5月19日  | フェンシングのマスクにパイ投げするとどうなるか                                                  |
| 2004年5月19日  | 缶飲料を湿布で冷やすとどうなるか                                                                |
| 2004年7月28日  | ラジオカセットレコーダーをヘリウムの中に入れると音は変わるか                                    |
| 2004年7月28日  | おもちゃのサルが叩くシンバルで鶏卵を割れるか                                                    |
| 2004年7月28日  | 沸騰すると笛の鳴るやかんに水とドライアイスを入れると笛は鳴るか                                  |
| 2004年7月28日  | 水飴の中にドライアイスを入れるとどうなるか                                                      |
| 2004年7月28日  | 塩、レモンの果汁、唐辛子、砂糖をなめた後に砂糖をなめた場合、一番甘く感じるのはどれか            |
| 2004年7月28日  | 冷湿布、温湿布をAの形に背中に1時間貼り、はがしたところをサーモグラフィーで見ると「A」が見えるか |
| 2004年9月1日   | 掃除機は人を吸い上げるか                                                                        |
| 2004年9月29日  | 竹輪、リコーダー、レンコンを使ってストローのようにジュースが飲めるか                            |
| 2004年9月29日  | テーブルタップが長くなると点灯するまでにかかる時間も長くなるか                                  |
| 2004年9月29日  | バナナ、ショートケーキ、冷やし中華、納豆、ところてん、寿司、炭酸水をホットにするとどうなるか    |
| 2004年9月29日  | 受話器と受話器を合わせると、そのまた受話器の向こうの相手と話せるのか                            |
| 2004年9月29日  | ラッカセイ、ソラマメ、アーモンド、ダイズを焙煎するとどうなるか                                  |
| 2005年3月9日   | 北半球と南半球では渦の巻き方が逆になるか                                                        |
| 2005年3月9日   | オーストラリア人に糞の絵を描いてもらうとどうなるか                                              |
| 2005年3月9日   | 日本のラジオはオーストラリアで受信できるか                                                      |
| 2005年3月9日   | 日本の方位磁針をオーストラリアで使うとどうなるか                                                |

#### ニノ嵐!
| 放送日        | ドッキリの内容                                                                                 |
| ------------- | ---------------------------------------------------------------------------------------------- |
| 2004年2月11日 | 番組収録中にスタッフが逮捕される                                                               |
| 2004年2月18日 | 弁当のエビフライが食品サンプル                                                                 |
| 2004年3月31日 | 動物園のロケで着ぐるみのクマが襲う                                                             |
| 2004年7月21日 | 大野がふざけて二宮をしめたところ二宮が吐血する                                                 |
| 2004年9月8日  | コンサート終了後、楽屋に戻ると大勢のおじいさんおばあさんがいてアンコールを送られる             |
| 2004年9月8日  | コンサートでのアンコールの声が突如「あらし!」から「にのみや!」に変わる                         |
| 2004年9月22日 | 炭酸ガスが噴射される                                                                           |
| 2005年2月9日  | ゲストの出川哲朗がドッキリ企画でキレたところ、嵐に逆ギレされる（逆ドッキリ）                   |
| 2005年7月27日 | 廃ホテルの個室に自殺があったかのような小道具を配し、入室した大野を山村貞子（「リング」）が襲う |

#### 法則の嵐!
| 放送日        | 取材担当者 | テーマ             | 法則 |
| ------------- | ---------- | ------------------ | --- |
| 2004年4月7日  | 二宮・大野 | 日本在住インド人   | 神様の部屋、カレー、タワー（チャパティを焼く鉄板）、ギー、チャイ、ヨーガの本、インド映画「炎（Sholay）」                                   |
| 2004年4月21日 | 大野・櫻井 | 日本在住メキシコ人 | サボテン、ソンブレロ、ポンチョ、トルティーヤ、トルティーヤの容器、太陽の石、カンティンフラスの人形、サルサ、サラペ（絨毯）、マラカス、骸骨 |
| 2004年6月30日 | 相葉・松本 | 暴走族の女性       | ブーツ、雑誌「チャンプロード」、特攻服、漫画「番長連合」、ぬいぐるみ、オーバーオール                                                       |

#### うだうだスペシャル
- 2004年4月28日

放送が2時間遅れとなったため、衣装は背広ではなくパジャマ、撮影場所はスタジオではなく楽屋、カメラは家庭用のDIGICAM、演出はアシスタントディレクターで収録。布団に入った状態で、うだうだのためお蔵入りした未公開映像を紹介した。
- 2004年7月21日

パジャマ姿で過去の人気企画、視聴率の上がった場面、視聴率が急降下した場面を紹介。
- 2004年10月6日

リニューアル前の最終回。パジャマ姿で遊びながら（駄洒落大会）、視聴者の投票で選ばれた名場面、未公開映像を紹介。
- 2004年11月24日

リニューアルして初のうだうだ。パジャマ姿で遊ぶ嵐のもとに奇術師・催眠術師が訪れたりしながら、未公開映像を紹介。
- 2005年1月5日

パジャマ姿で遊びながら（羽根突き、マジカルバナナ、焼きそば、書き初め）、視聴者が選んだ名場面、未公開映像などを紹介。
- 2005年2月16日

放送時間が遅れての放送。パジャマ姿で遊びながら（YES・NOゲーム）、視聴者が選んだ名場面、未公開映像などを紹介。
- 2005年3月16日

特別番組「オーストラリア大陸縦断!激闘3000キロ ウルトラストロングゲーム」のオーストラリアロケに番組スタッフが同行して撮影。出発前の成田国際空港、ロケの休憩時間、パジャマ姿の就寝前（英語禁止しりとり）が収録された。
- 2005年5月4日

制作費を稼ぐためパジャマ姿で内職をしながら、未公開映像を紹介。
- 2005年7月20日

浴衣姿で未公開映像を紹介。

#### Mの嵐!
| 放送日        | 考案者   | めんどくさいこと                                                                            |
| ------------- | -------- | ------------------------------------------------------------------------------------------- |
| 2004年7月14日 | 相葉     | 通勤路の国道357号東京湾岸道路付近の道端にポイ捨てされたごみを拾う                           |
| 2004年8月18日 | 大野     | 松本への誕生日プレゼントを落としたという用水路（八潮市）から不法投棄されたごみを 引き上げる |
| 2004年9月1日  | 櫻井     | コンサートのステージで記念写真を撮る                                                        |
| 2004年9月1日  | 二宮     | 専用のバックダンサーになる                                                                  |
| 2004年9月1日  | 相葉     | おぶって横浜アリーナのステージを移動する                                                    |
| 2004年9月1日  | 大野     | 紙吹雪をまく                                                                                |
| 2004年12月8日 | スタッフ | 「Dの嵐!」スタッフルームの清掃                                                              |

#### Oの嵐!
| 放送日        | 絵のタイトル                       | 絵のモチーフ                         |
| ------------- | ---------------------------------- | ------------------------------------ |
| 2004年8月18日 |                                    | トイレを示すマーク、西郷隆盛像       |
| 2004年9月8日  | 打たせてよ!                        | 野球、フラミンゴ                     |
| 2004年9月29日 | 二宮                               | 忠犬ハチ公像、二宮                   |
| 2004年12月1日 | あと42秒                           | モヤイ像、やかん                     |
| 2005年2月2日  | え?赤なの?                         | 注射器、青鬼                         |
| 2005年4月13日 | 考えても考えてもどうにもなライオン | 観覧車、ルービックキューブ、ライオン |

#### 櫻井の観察絵日記
2005年夏限定でほぼ毎週放送され、そのまま番組が終了した。続きは「Gの嵐!」番組公式サイトに発表されている。

## 朝なのにDの嵐!
朝なのにDの嵐!は、日本テレビ系で2005年4月3日、4月23日、10時30分 - 11時25分に放送された特別番組。
- 朝なのにDの嵐!

2005年4月3日放送。副題は「春休み55分スペシャル」。
- 朝なのにDの嵐!2

2005年4月23日放送。副題は「視聴者が選ぶAの嵐!BEST15ぐらい」。